# Ezequias Costa
Ezequias Gonçalves Costa (Barras, 14 de setembro de 1919 – Teresina, 22 de abril de 2005) foi um advogado e político brasileiro que exerceu dois mandatos de deputado federal pelo Piauí.

## Dados biográficos
Filho de Gervásio Raulino da Silva Costa e Edwiges Gonçalves Costa. Advogado formado na Universidade Federal do Piauí, foi eleito vereador em Miguel Alves via UDN em 1948 e deputado estadual em 1950 e 1954 Candidato a deputado federal em 1958, ficou na suplência. Secretário de Educação e Saúde no governo Chagas Rodrigues, foi eleito deputado federal em 1962, filiando-se à ARENA quando o Regime Militar de 1964 impôs o bipartidarismo através do Ato Institucional Número Dois e por esta legenda foi reeleito em 1966.
Candidato a reeleição em 1970 ficou novamente na suplência, mas denunciou fraude no pleito num caso denominado "processo do mapismo" onde foi representado pelo advogado Celso Barros. Contudo os altos custos do processo postergaram o desfecho para 1976 quando o procurador-geral da República, Henrique Fonseca de Araújo, apresentou denúncia ao Supremo Tribunal Federal que arquivou o caso com base em dispositivos da Lei da Anistia. A essa altura já havia perdido a convenção da ARENA que escolheu Dirceu Arcoverde candidato a governador do Piauí em 1974 e acabou por abandonar a vida política passando a dirigir o grupo empresarial fundado por seu pai. Irmão de Francisco Costa, eleito deputado estadual pelo Piauí em 1986.